# 바운티 호의 반란 (1962년 영화)
《바운티호의 반란》(Mutiny On The Bounty)은 미국에서 제작된 캐럴 리드 감독의 1962년 모험, 드라마 영화이다. 말론 브란도 등이 주연으로 출연하였고 애론 로젠버그 등이 제작에 참여하였다.

## 출연

### 주연
- 말론 브란도

### 조연
- 트레버 하워드
- 리처드 해리스

## 기타
- 원작자: 찰스 노드호프
- 원작자: 제임스 노먼 홀
- 미술: 조지 W. 데이비스
- 미술: 헨리 그레이스
- 미술: 휴 헌트
- 미술: J. 맥밀런 존슨
- 의상: 모스 마브리